# Perica Bukić
Perica Bukić, född 20 februari 1966 i Šibenik, är en kroatisk politiker (Kroatiska demokratiska unionen) och vattenpolospelare. Han ingick i Jugoslaviens landslag vid olympiska sommarspelen 1984 och 1988 samt i Kroatiens landslag vid olympiska sommarspelen 1996. I Atlanta var han fanbärare för Kroatien.
Bukić spelade sju matcher i den olympiska vattenpoloturneringen i Los Angeles. Han var 18 år gammal då han tog OS-guld för första gången med det jugoslaviska landslaget. I Seoul tog han OS-guld på nytt. Hans målsaldo i turneringen var tio mål, varav ett i OS-finalen mot USA som Jugoslavien vann med 9–7. I den olympiska vattenpoloturneringen i Atlanta tog han OS-silver för det självständiga Kroatien. Bukićs målsaldo i turneringen var tolv mål, varav ett i OS-finalen mot Spanien som Kroatien förlorade med 5–7.
Bukić tog VM-guld för Jugoslavien i samband med världsmästerskapen i simsport 1986 i Madrid och 1991 i Perth.
Efter den långa aktiva karriären som vattenpolospelare satsade Bukić på politiken och var ledamot av Sabor 2003–2008. Han blev invald i The International Swimming Hall of Fame 2008.
Bukić är far till vattenpolospelaren Luka Bukić.